# Црква брвнара у Рачи
Црква брвнара у Рачи, налази се око 25 km од Крагујевца и припада Епархији шумадијској Српске православне цркве. Представља непокретно културно добро као споменик културе од великог значаја.
По предању, на месту данашње цркве је крштен будући вожд Карађорђе.

## Изглед цркве
Натпис на улазу у цркви сведочи да је она саграђена између 1826. и 1827. године.
Постојећа грађевина представља један од најлепших примера цркава брвнара. Њену једноставну архитектуру одликује висок кров покривен шиндром са широком стрехом благог нагиба. Архитектонски украс се налази код северних и западних врата и ивице надстрешнице. Посебно је декорисан главни, западни улаз у цркву, издељен на четвртаста поља са резбареним розетама, уз употребу боје. Унутрашњост је скромно осветљена прорезима у брвнима са дрвеним решеткама. Они се налазе близу ниског иконостаса који је у доњем делу био осликан биљним мотивом. Преграда која је обележавала простор припрате накнадно је укинута и сада пространи наос покривен је полуобличастим сводом.
Конзерваторски радови чишћења и заштите су извршени 1956. године. Стара црква брвнара је као историјски споменик културе под заштитом државе. Налази се на сеоском гробљу у Рачи.